# José Carlos dos Santos (1954)
José Carlos dos Santos ou simplesmente Zé Carlos ou ainda Zé Carlos Olímpico, (Aracaju, 17 de março de 1954), é um ex-futebolista brasileiro que atuava como atacante.

## Carreira
Jogou pelas equipes do Confiança, Santa Cruz, Fluminense e Guarani.
Integrou a Seleção Olímpica do Brasil nas Olimpíadas de Munique em 1972, o que lhe rendeu o apelido de "Zé Carlos Olímpico".
Por conta de lesões no joelho direito, Zé Carlos encerrou a carreira prematuramente em 1977.